# Bartosz Kownacki
Bartosz Józef Kownacki (ur. 11 sierpnia 1979 w Warszawie) – polski polityk i prawnik. Poseł na Sejm VII, VIII, IX i X kadencji, w latach 2015–2018 sekretarz stanu w Ministerstwie Obrony Narodowej.

## Życiorys

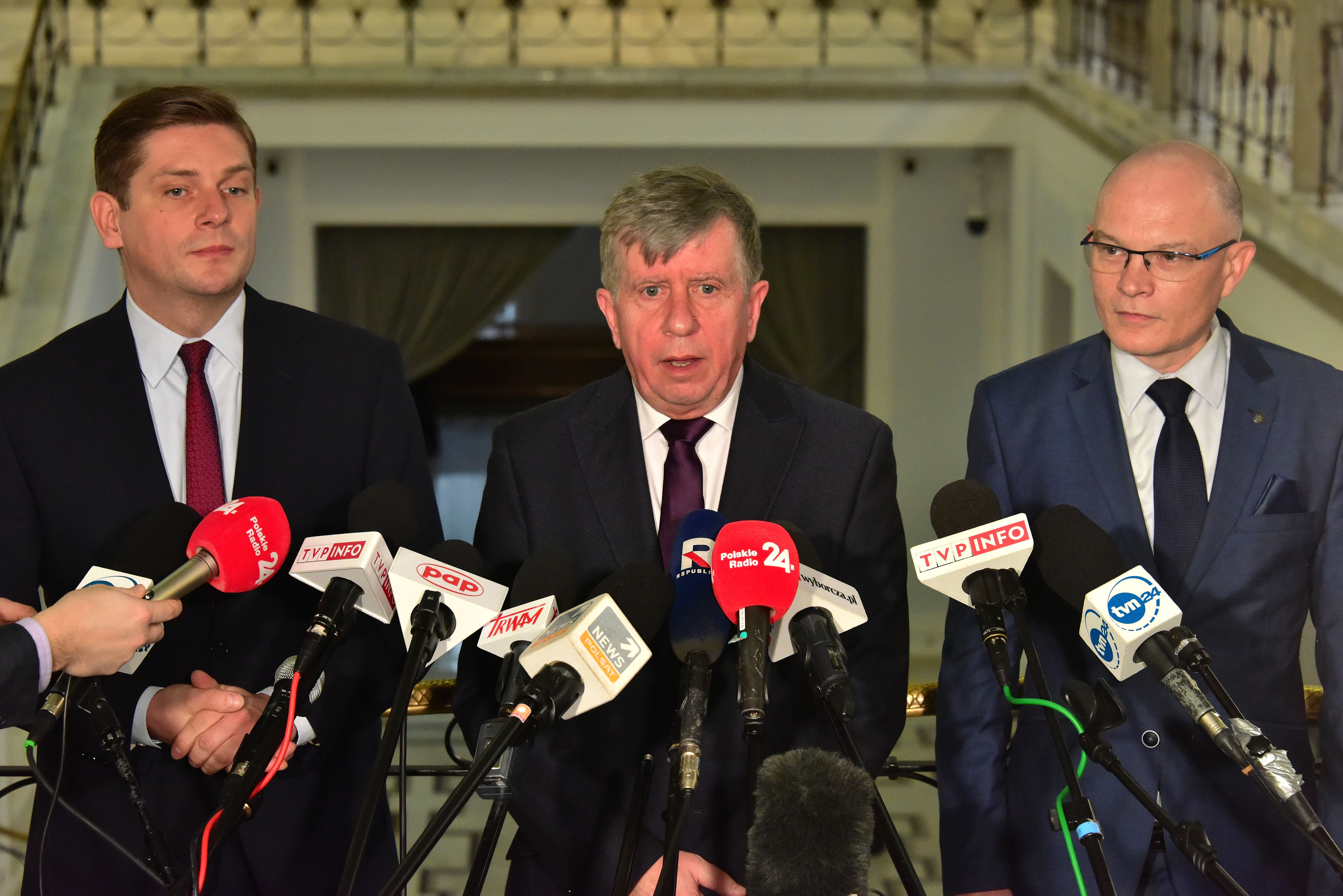
Bartosz Kownacki, Michał Jach i Waldemar Andzel podczas konferencji prasowej w Sejmie (2020)

Ukończył Katolickie Liceum Ogólnokształcące pw. św. Augustyna w Warszawie, a w 2003 studia prawnicze na Wydziale Prawa i Administracji Uniwersytetu Warszawskiego. W latach 2003–2006 odbywał aplikację prokuratorską. W 2007 został wpisany na listę radców prawnych, a w 2009 otworzył własną kancelarię adwokacką. Był pełnomocnikiem części rodzin ofiar katastrofy lotniczej w Smoleńsku w 2010.
Przystąpił do Ruchu Odbudowy Polski. Od 2002 do 2006 przewodniczył Federacji Młodych ROP, był asystentem Jana Olszewskiego. W latach 2006–2007 pracował w Służbie Kontrwywiadu Wojskowego jako dyrektor jej biura prawnego. Był także członkiem Komisji Likwidacyjnej do spraw WSI. Do 2009 był zatrudniony w Kancelarii Prezydenta RP.
Bez powodzenia kandydował na radnego Warszawy w 2006 i do Sejmu w 2007 (startując z 18. miejsca, dostał 604 głosy). W wyborach parlamentarnych w 2011 został liczbą 7735 głosów wybrany na posła z listy Prawa i Sprawiedliwości w okręgu bydgoskim. Został członkiem, a później wiceprzewodniczącym Komisji Obrony Narodowej. Po kilku dniach od rozpoczęcia kadencji przeszedł z klubu parlamentarnego PiS do klubu Solidarna Polska. Zaangażował się w budowę bydgoskich struktur powstałej w 2012 partii o tej nazwie. W lipcu 2012 został zawieszony w prawach członka tego ugrupowania; doszło do tego po kilku wypowiedziach publicznych, w których zapowiadał możliwość opuszczenia klubu parlamentarnego wraz z grupą posłów, co według liderów partii stanowiło działanie na szkodę Solidarnej Polski. Bartosz Kownacki w tym samym miesiącu wystąpił z klubu SP i powrócił do klubu PiS.
W 2015 z powodzeniem ubiegał się o poselską reelekcję, otrzymując 9044 głosy. 16 listopada 2015 został sekretarzem stanu w Ministerstwie Obrony Narodowej. W styczniu 2018 został odwołany z tego stanowiska. W czerwcu 2018 wybrano go w skład tzw. komisji śledczej ds. Amber Gold.
W wyborach w 2019 został wybrany na posła IX kadencji, otrzymując 12 414 głosów. Sejm w tym samym roku wybrał go w skład Krajowej Rady Sądownictwa. W IX kadencji został wiceprzewodniczącym Komisji Obrony Narodowej, zasiadł też w Komisji Sprawiedliwości i Praw Człowieka. Został także m.in. przewodniczącym Delegacji Sejmu i Senatu RP do Zgromadzenia Parlamentarnego NATO, przewodniczącym Parlamentarnego Zespołu ds. Upowszechniania w Życiu Publicznym Idei Politycznych Premiera RP Jana Olszewskiego, członkiem Parlamentarnego Zespołu Tradycji i Pamięci Żołnierzy Wyklętych oraz Parlamentarnego Zespołu Sportowego. Otworzył biura poselskie w Bydgoszczy, Janowcu Wielkopolskim i Sępólnie Krajeńskim.
W 2021 powołany przez premiera Mateusza Morawieckiego w skład Rady Doradców Politycznych. W 2023 utrzymał mandat poselski na kolejną kadencję (z wynikiem 17 135 głosów). Ponownie objął funkcję zastępcy przewodniczącego Komisji Obrony Narodowej, został też wiceprzewodniczącym delegacji polskiego paramentu do Zgromadzenia Parlamentarnego NATO. W 2024 bez powodzenia ubiegał się o urząd prezydenta Inowrocławia. Wszedł w skład Komitetu Wykonawczego PiS.

## Odznaczenia
Odznaczony przez prezydenta RP Lecha Kaczyńskiego Złotym Krzyżem Zasługi.